# Tomas Johansson
Tomas Johansson (n. 20 iulie 1962, Haparanda, Comitatul Norrbotten, Suedia) este un luptător ce a reprezentat Suedia, medaliat olimpic. A participat la 4 ediții ale Jocurilor Olimpice (1984, 1988, 1992, 1996) în care a câștigat o medalie de argint și o medalie de bronz.